# Psilopilum australe
Psilopilum australe là một loài rêu trong họ Polytrichaceae. Loài này được (Hook. f. & Wilson) Mitt. mô tả khoa học đầu tiên năm 1859.